# Orkiestra popularna
Orkiestra popularna - duża grupa muzyczna przystosowana do akompaniowania piosenkarzom popowym lub wykonywania orkiestrowej odmiany popu instrumentalnego. Orkiestra popularna powstaje przez rozszerzenie big bandu o sekcję instrumentów smyczkowych oraz niekiedy innych instrumentów typowych dla orkiestry symfonicznej. Orkiestra popularna może być także przystosowana do wykonywania repertuaru klasycznego.